# Habib Boularès
Habib Boularès (arabe : الحبيب بولعراس), né le 29 juillet 1933 à Tunis et mort le 18 avril 2014 à Paris 15e, est un journaliste, écrivain et homme d'État tunisien.

## Biographie

### Études et militantisme
Né le 29 juillet 1933 à Tunis, il étudie au Collège Sadiki puis effectue des études supérieures de langue et littérature anglaise à l'Institut britannique du Caire. Il obtient ensuite un diplôme d'études supérieures en économie monétaire de l'École pratique des hautes études de Paris et un diplôme d'études supérieures en journalisme de l'université de Strasbourg.
Il est, en 1953, réfugié politique au Caire. Il assure alors le secrétariat de la section tunisienne du Bureau du Maghreb arabe, créé en 1947 dans la capitale égyptienne, et milite pendant cette période pour la cause algérienne.

### Journaliste
À l'aube de l'indépendance tunisienne, il entame une carrière de journaliste et devient, entre 1955 et 1960, rédacteur en chef du quotidien Assabah, responsable de l'édition au secrétariat d'État à l'Information et rédacteur en chef du journal de la radio nationale, puis directeur du quotidien El Amal entre 1960 et 1967 et président-fondateur de l'agence Tunis Afrique Presse entre 1961 et 1962.
Il occupe ensuite la fonction de directeur général de la RTT entre 1962 et 1964. Il collabore également à l'hebdomadaire Jeune Afrique entre 1975 et 1981.

### Carrière politique
Il entre pour la première fois dans le gouvernement tunisien le 12 juin 1970 comme ministre de la Culture et de l'Information ; il quitte ce poste un an plus tard.
Après une traversée du désert, durant laquelle il dirige le Centre de recherche sur le tiers monde à l'École internationale de Bordeaux, anime des conférences à l'université de Paris-XII et enseigne à l'Institut national des langues et civilisations orientales, il siège comme député entre 1981 et 1986. Ambassadeur de Tunisie en Égypte, il est nommé ministre de la Culture le 27 juillet 1988 et ministre de la Culture et de l'Information le 11 avril 1989, puis ministre des Affaires étrangères en août 1990 et brièvement ministre de la Défense en 1991 avant d'être élu à la présidence de la Chambre des députés. Il quitte le perchoir en 1997.
En 2002, il est désigné par les chefs d'État maghrébins pour occuper le poste de secrétaire général de l'Union du Maghreb arabe. Il décide de prendre sa retraite en février 2006.

### Vie privée
Il est marié avec Line Boularès, une Française originaire de Nancy, maître de conférences à l'université Pierre-et-Marie-Curie (Paris-VI). Il est père d'une fille prénommée Alya.
Il meurt le 18 avril 2014 à Paris à l'âge de 80 ans, à la suite d'une longue maladie. Ses obsèques ont lieu le 23 avril au cimetière de Sidi Abdelaziz de La Marsa.

## Distinctions
- Grand officier de l'ordre de la République tunisienne[8].

## Œuvres
- Habib Boularès et Jean Duvignaud, Nous partons pour la Tunisie, Paris, Presses universitaires de France, 1978, 295 p. (ISBN 978-2-130-35596-0).
- Habib Boularès, Le Temps du Bouraq, Carthage, MC-Editions, 1979.
- Habib Boularès, L'islam, la peur et l'espérance, Paris, Éditions Jean-Claude Lattès, 1983, 245 p. (ISBN 978-2-709-60252-5).
- Habib Boularès, Mourad III, Carthage, MC-Editions, 1998 (ISBN 997-3-97449-2).
- Habib Boularès, Hannibal, Paris, Perrin, 2000, 298 p. (ISBN 978-2-262-01712-5).
- Habib Boularès, Histoire de la Tunisie : les grandes dates, de la Préhistoire à la Révolution, Tunis, Cérès, 2012, 720 p. (ISBN 978-9-973-19754-2).